# 기준작물증발산
기준작물증발산(reference crop evapotranspiration)은 증발산량을 산정할 때 서로 다른 농작물들은 서로 다른 잠재율로 증산 작용을 한다는 것에 착안하여, 알팔파나 잔디를 기준으로 한 증발산량을 정한 것이다. 알팔파에 대한 기준작물증발산은 Etr, 짧은 잔디에 대한 기준작물증발산은 Eto라고 한다.

## 작물계수
알팔파를 기준으로 한 작물계수는
{\displaystyle k_{c}={\frac {E_{t}}{E_{tr}}}}
짧은 잔디를 기준으로 한 작물계수는
{\displaystyle k_{c}={\frac {E_{t}}{E_{to}}}}
여기서 Et는 같은 작물에 대한 증발산이다.

## 이용
증발산량 산정 방법 중 수정 Jensen-Haise 방법 또는 Penman 방법은 알팔파를 기준으로 한 작물계수를 쓴다. 그 외에 알팔파를 기준으로 하는 작물계수는 미국 서부지역과 같은 건조한 산악 기후를 보이는 곳에 쓰는 것이 좋다. 잔디를 기준으로 하는 작물계수는 Blaney-Criddle 방법의 FAO 수정방법에 쓰인다.

## 참고 문헌
- 이재수 (2018). 《수문학》 2판. 구미서관. ISBN 9788982252914.